# Inscripción de Al-Karak
La inscripción de Al-Karak, (en árabe romanizado al-Karak o al-Kerak) se descubrió en 1958 en Jordania, cerca del barranco de Al-Karak. Es un fragmento de una inscripción de basalto de 12,5 cm de altura por 14 cm de anchura. La inscripción es del final del siglo IX a. C.

## Descubrimiento
El Museo Arqueológico de Jordania la adquirió en 1958. En una versión la encontró Falah Qaddur (o Fallah el-Baddour), un beduino. Según Reed, W. L. y F. V. Winnett, Qaddur afirmó haber encontrado la piedra «en una zanja que había sido excavada para construir un nuevo edificio en Al-Karak». Una carta de Awni Dajani, entonces jefe de antigüedades del Museo Arqueológico de Jordania, afirma que la piedra fue encontrada por Odeh Subh el-Khwalideh —un pariente de Qaddur— en casa de Suleiman el-Mubayyedin, cerca del Lago Romano en el este de Al-Karak.

## Inscripción
La inscripción contiene 3 líneas incompletas, que incluyen 8 palabras completas y fragmentos de 5, todas escritas en lengua moabita conocida únicamente por otro objeto, la Estela de Mesa, el texto de la inscripción se acerca al de la estela de Mesa, pero tiene una característica especial: la letra He tiene cuatro trazos horizontales a la izquierda a partir del trazo vertical, mientras que un He típico del siglo Xa. C- al V a. C., en las inscripciones semíticas del noroeste contienen solamente tres trazos a la izquierda. Esta letra está presente en la inscripción al menos tres veces, y cada vez aparece con cuatro trazos horizontales. Otra diferencia entre la Estela de Mesa y la inscripción moabita es la separación entre las palabras. En la Estela de Mesa hay puntos, y en la inscripción moabita, pequeñas líneas.

## Transliteración y traducción
A continuación está la transliteración y la transcripción de la inscripción en letras hebreas, así como su traducción al inglés. Las palabras entre corchetes no se han preservado en la inscripción, pero se han reconstruido, en parte por comparación con la Estela de Mesa.
| Transcripción                            | Transliteración                                                   | traducción                                                                  |
| ---------------------------------------- | ----------------------------------------------------------------- | --------------------------------------------------------------------------- |
| [אנכי כמשגד בן כ] משית מלך מאב הד [יבני] | [ 'anākū kamāšgād bēn ka ] māšūyat tot justēk mā'āb hadū [ bānū ] | [Yo soy Chemosh-gad, hijo de Ch] emosh-yat, rey de Moab, el Dib [onita] ... |
| [בבת] י כמש למבער כי אה [בתי]            | [ babēt ] ū kamāš lamaba'ēr kū 'āha [ batū ]                      | [... en el templo] de Quemosh como sacrificio, perquè yo ama [ba ...]       |
| [...] נה והן עשתי את [...]               | [...] nh wahēn 'āšūtū' t [...]                                    | ... y he aquí, he hecho ...                                                 |